# ميخائيل ألدريدغ
ميخائيل ألدريدغ (بالإيطالية: Michael Aldridge)‏ هو لاعب اتحاد الرغبي إيطالي، ولد في 8 مارس 1983.